# Marie Charlotte Hippolyte de Campet de Saujon

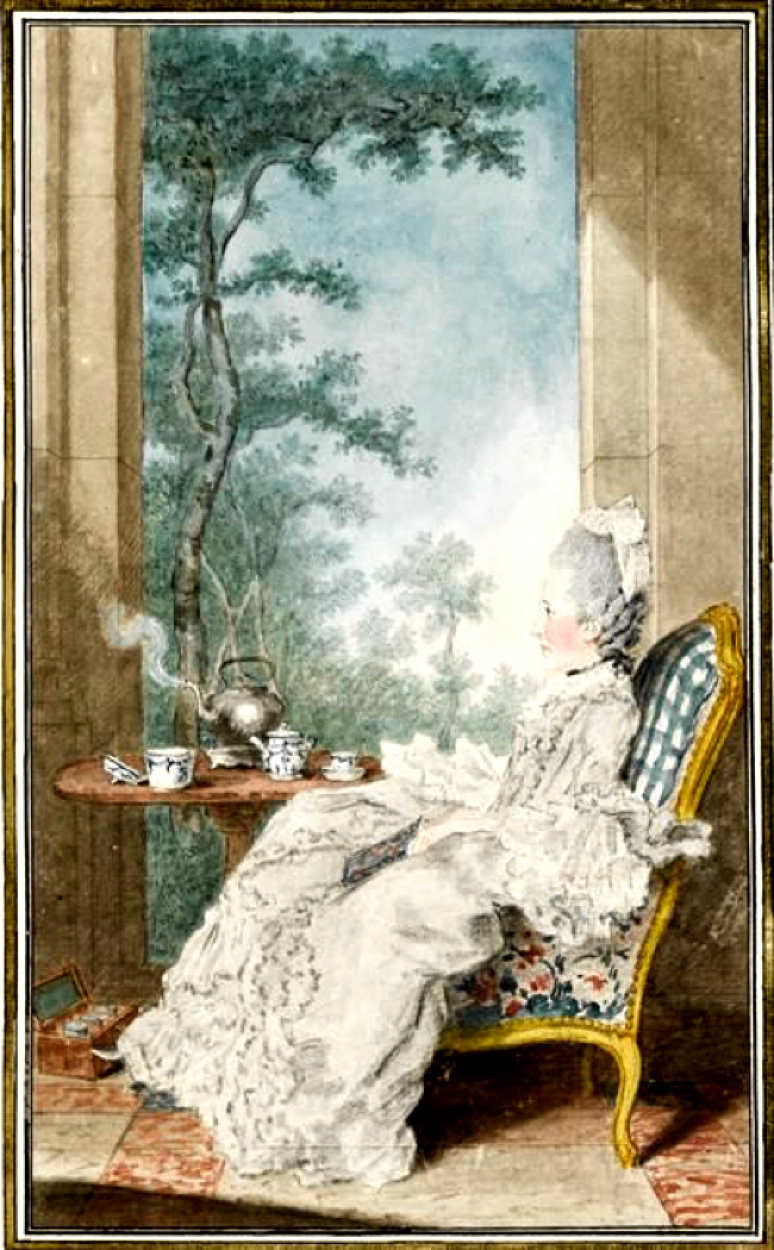
Porträt von Marie Charlotte de Boufflers, Louis Carmontelle, um 1760, Musée Condé

Marie Charlotte Hippolyte de Campet de Saujon, durch ihre Ehe Comtesse de Boufflers (* 6. September 1725 in Rouen; † 28. November 1800 ebenda), war eine französische Adlige, Salonnière und Femme de lettres.

## Leben
Marie Charlotte Hippolyte de Campet de Saujon war die Tochter von Charles François de Saujon, Baron de La Rivière, und Louise Angélique de Barberin de Reignac. Sie heiratete am 15. Februar 1746 auf Schloss Saint-Cloud den Grafen Édouard de Boufflers-Rouverel, Capitaine der Kavallerie im Régiment de Bellefonds cavalerie. Ihr einziges Kind war Louis Édouard de Boufflers-Rouverel, Comte de Boufflers (* 3. Dezember 1746; † 1795).
Kurz nach ihrer Heirat wurde sie Dame de compagnie der Duchesse de Chartres. Im Palais Royal lernte sie deren Bruder kennen, den Prince de Conti, dessen Mätresse sie ohne Zögern wurde.
Nach einem Streit mit der Familie Orléans zog sie sich vom Hof zurück und ließ sich in einem kleinen Hôtel particulier im Enclos du Temple in der Nachbarschaft des Großpriors nieder. Hier hielt sie einen brillanten Salon ab, der zum Treffpunkt der Anglophilen in Paris wurde, und wo sie Enzyklopädisten wie Denis Diderot, David Hume, Grimm, den Abbé Prévost, den Abbé Morellet, Beaumarchais und Jean-Jacques Rousseau (der sie als „belle parleuse“ bezeichnete) empfing. Madame du Deffand nannte sie „l’Idole du Temple“.
1763 reiste sie anlässlich der Friedensverhandlungen als Begleitung von Mme d’Usson, der Ehefrau des französischen Botschafters, nach London. Hier lernte sie Samuel Johnson und Horace Walpole kennen, die sie später in Paris und auf Schloss Stors empfing, das ihr der Prince de Conti nach dem Tod ihres Ehemanns (1764) und von Mme Panneau d’Arty (1765) zur Verfügung gestellt hatte.
1773 kaufte sie ein Landhaus in Auteuil (heute die Villa Montmorency), in das sie sich nach dem Tod Contis 1776 zurückzog und wo sich der Temple-Kreis bis 1789 traf. Der Überlieferung nach arrangierte sie 1786 die Ehe zwischen Germaine Necker und Baron Staël-Holstein, dem schwedischen Botschafter in Paris.
Während der Terrorherrschaft wurde sie inhaftiert, am 7. Juli 1794 vom Revolutionstribunal freigesprochen, aber noch bis nach dem Sturz Robespierres am 26. Juli 1794 in Haft gehalten. Im gleichen Jahr 1794 verkaufte sie ihr Schloss La Rivière in Fronsac, das heute Sitz eines bekannten Weinguts ist.